# 第170歩兵旅団 (アメリカ軍)
第170歩兵旅団（だい170ほへいりょだん、U.S.Army 170th Infantry   Brigade）は、アメリカ陸軍第5軍に所属していた独立歩兵旅団。2009年の再編制から2012年の解散まで、一貫してドイツ連邦共和国バウムホルダーに駐屯していた。

## 第1次世界大戦
第170歩兵旅団は、1917年8月25日にミシガン州キャンプカスターで編制された。この時、第170歩兵旅団は、第85歩兵師団傘下の旅団であり、第339歩兵連隊と第340歩兵連隊から編制されていた。訓練を終えると、旅団はアメリカを去り、イングランドに移った。そこでアメリカ北ロシア遠征軍に編入され、ロシアのアルハンゲリスクに移った。その間、第339歩兵連隊はボルシェビキで戦闘を行った。第340歩兵連隊を含める第85歩兵師団の他の部隊は、フランス西部のロレーヌに駐留していたため、戦闘には参加しなかった。第1次世界大戦後、1919年8月25日に解散した。

## 第1次世界大戦後
1921年に第85歩兵師団が予備部隊として再編制されたため、第170歩兵旅団も再編制された。しかし、1942年5月15日に第85歩兵師団は第337歩兵連隊、第338歩兵連隊、第339歩兵連隊の3個連隊の編制に再編されたため、第170歩兵旅団は解体された。1963年、第24歩兵旅団の第2旅団内に第170歩兵旅団の名を冠した部隊が編制された。

## 2009年から2011年
第170歩兵旅団としては、2009年7月15日、ドイツのバウムホルダーで再編制された。この時、第170歩兵旅団は、第1機甲師団第2旅団戦闘団の部隊として編制された。しかし第1機甲師団がアメリカに帰国すると同時に第170歩兵旅団は独立した旅団となった。

## アフガニスタン
2010年後半にアフガニスタンに移動した。2011年初頭に、不朽の自由作戦に参加するためにNATO軍の北部地域部隊に合流し、11月12日から不朽の自由作戦の支援を開始した。旅団は第5区に展開し、第303アフガニスタン警察隊とアフガニスタン国境警備隊とともにパトロールにあたった。旅団は、他の地域のパトロールを支援するために2個の大隊を提供した。第3大隊をカブールの第4歩兵連隊に提供し、第4大隊はアフガニスタン南部のオーストラリア軍に提供した。旅団は2012年にバウムホルダーに帰還し、解散した。アフガニスタン展開中に8名の兵士が死亡した。

## 編制

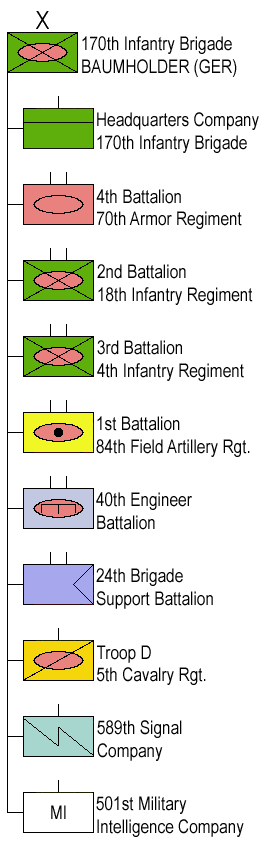
第170歩兵旅団の編制

第170歩兵旅団が2012年に解散した時の編制は以下のとおりである。
- 司令部および司令部中隊
- 第5騎兵連隊D中隊
- 第70機甲連隊第4大隊
- 第18歩兵連隊第2大隊
- 第4歩兵連隊第3大隊
- 第85野戦砲兵連隊第1大隊
- 第40工兵大隊
- 第24旅団支援大隊
- 第5騎兵連隊D中隊
- 第502軍事情報中隊